# Marie Bourbonská (1315–1387)
Marie Bourbonská (asi 1315–1387) byla císařovnou chotí Roberta z Taranta, titulárního latinského císaře z Konstantinopole. V letech 1359 až 1370 vládla jako baronka z Vostitsy.

## Rodina
Marie se narodila jako dcera vévody Ludvíka I. Bourbonského a Marie z Avesnes. Byla mladší sestrou bourbonského vévody Petra a starší sestrou hraběte Jakuba I. z La Marche.
Jejími prarodiči byli hrabě Robert z Clermontu a Beatrix z Bourbonu a hrabě Jan II. Holandský a Filipa Lucemburská.

## První manželství
Dne 29. listopadu 1328 byla v Château de Bourbon zasnoubena s Guyem z Lusignanu, titulárním galilejským knížetem, synem Huga IV. Kyperského a jeho první manželky Marie z Ibelinu. 20. prosince 1328 byli snoubenci v zastoupení oddáni. Kronika z Amadi zachytila Mariin příjezd do Famagusty v Kyperském království v červnu 1329. Dne 31. ledna 1330 se Marie za Guye in person v Santa Sofii v Nikósii provdala.
Hugo z Lusignanu, jejich jediný známý syn, se narodil kolem roku 1335. Mariin manžel byl v letech 1336 až 1338 kyperským konstáblem. V roce 1343 Guy z Lusignanu zemřel. Marie nesměla až do roku 1346, kdy jí to dovolil její tchán, opustit Kypr.

## Druhé manželství
V roce 1346 opustila Marie i se synem Kypr. V roce 1347 se usadila v Neapoli v Neapolském království na dvoře královny Johany I. Neapolské. 9. září 1347 se Marie podruhé provdala za Roberta z Taranta, bratrance královny Johany. Její nový manžel si činil nároky na Latinské císařství, zatímco držel knížectví Taranto a Achajské knížectví. Byl také generálním kapitánem neapolské armády.
Brzy byli na několik let odděleni. Královna Johana byla hlavní podezřelou z přípravy vražedného atentátu na svého prvního manžela Ondřeje, vévodu z Kalábrie. 3. listopadu 1347 Ludvík I. Uherský, starší bratr Ondřeje, napadl na odplatu Apeninský poloostrov. Zatímco královně Johaně a jejímu druhému manželovi Ludvíkovi z Taranta, mladšímu bratrovi Roberta, se podařilo utéct z Neapole, Robertovi ne. Ve městě Aversa byl zatčen. V roce 1348 dosáhla Apeninského poloostrova černá smrt, která donutila Ludvíka Uherského a jeho armádu k návratu do Uherska. Robert byl mezi vězni, kteří Ludvíka I. následovali. Asi čtyři roky strávil v zajetí a k manželce do Neapole se vrátil v březnu 1352.
V roce 1353 Robert zahájil tažení v Jónském moři a pokusil se obnovit svou autoritu nad řadou Jónských ostrovů. V roce 1354 se mu podařilo získat kontrolu nad ostrovy Korfu, Kefalonia a Zakynthos. Před návratem do Neapole přidal mezi své tituly nově vytvořený titul vévody z Lefkady. Marie využila Robertova tažení a v roce 1359 se ujala baronství Vostitsa a Nivelet.

## Vdovství
Dne 10. září 1364 Robert z Taranta zemřel. Jejich manželství zůstalo bezdětné a Robertovým legitimním dědicem se stal jeho mladší bratr Filip. Marie však následnictví zpochybnila. V roce 1364 Marie vlastnila v Achájském knížectví šest hradů, a tak ovládala značnou část knížectví. Podržela si titul achájské kněžny a určila svým dědicem vlastního syna Huga. Hugo si stále nemohl nárokovat kyperský trůn, ale jeho strýc Petr I. jej v roce 1365 jmenoval galilejským knížetem. V roce 1366 vtrhl Hugo v čele 12 000 žoldáků na Peloponés a zahájil achájskou občanskou válku.
17. ledna 1369 byl král Petr Kyperský zavražděn třemi svými vlastními rytíři ve své vlastní posteli v paláci La Cava v Nikósii. Novým králem se stal jeho syn Petr II. Hugo však ve strýcově smrti spatřil další příležitost nárokovat si kyperský trůn, a tak opustil Peloponés a odjel do Nikósie, čímž se prakticky vzdal svého peloponéského tažení. Marie pokračovala v občanské válce do roku 1370. Protože se jí nepodařilo dosáhnout vítězství, prodala Marie svá práva Filipovi II. za 6 000 zlatých. Baronství Vostitsa a Nivelet prodala Neriovi I. Acciaiolimu, pozdějšímu athénskému vévodovi. Ponechala si pouze Kalamatu.
Hugo z Lusignanu se oženil s Marií de Morphou, dcerou Jana de Morphou, hraběte z Rouchy, manželství však zřejmě zůstalo bezdětné. Hugo zemřel kolem 1385. Marie ve své poslední vůli jmenovala svým dědicem svého synovce Ludvíka II. Bourbonského.

## Vývod z předků
|                  |                         |  |                        |                                  |  |  |  |  |  |  |  | Ludvík VIII. Francouzský |
|                  |                         |  |                        |                                  |  |  |  |  |  |  |  |                          |
|                  | Ludvík IX. Francouzský  |  |                        |                                  |  |  |  |  |  |  |  |                          |
|                  |                         |  |                        |                                  |  |  |  |  |  |  |  |                          |
|                  |                         |  |                        | Blanka Kastilská                 |  |  |  |  |  |  |  |                          |
|                  |                         |  |                        |                                  |  |  |  |  |  |  |  |                          |
|                  | Robert z Clermontu      |  |                        |                                  |  |  |  |  |  |  |  |                          |
|                  |                         |  |                        |                                  |  |  |  |  |  |  |  |                          |
|                  |                         |  |                        | Rajmund Berengar V. Provensálský |  |  |  |  |  |  |  |                          |
|                  |                         |  |                        |                                  |  |  |  |  |  |  |  |                          |
|                  | Markéta Provensálská    |  |                        |                                  |  |  |  |  |  |  |  |                          |
|                  |                         |  |                        |                                  |  |  |  |  |  |  |  |                          |
|                  |                         |  |                        | Beatrix Savojská                 |  |  |  |  |  |  |  |                          |
|                  |                         |  |                        |                                  |  |  |  |  |  |  |  |                          |
|                  | Ludvík I. Bourbonský    |  |                        |                                  |  |  |  |  |  |  |  |                          |
|                  |                         |  |                        |                                  |  |  |  |  |  |  |  |                          |
|                  |                         |  |                        | Hugo IV. Burgundský              |  |  |  |  |  |  |  |                          |
|                  |                         |  |                        |                                  |  |  |  |  |  |  |  |                          |
|                  | Jan Burgundský          |  |                        |                                  |  |  |  |  |  |  |  |                          |
|                  |                         |  |                        |                                  |  |  |  |  |  |  |  |                          |
|                  |                         |  |                        | Jolanda z Dreux                  |  |  |  |  |  |  |  |                          |
|                  |                         |  |                        |                                  |  |  |  |  |  |  |  |                          |
|                  | Beatrix Bourbonská      |  |                        |                                  |  |  |  |  |  |  |  |                          |
|                  |                         |  |                        |                                  |  |  |  |  |  |  |  |                          |
|                  |                         |  |                        | Archambaud IX. Bourbonský        |  |  |  |  |  |  |  |                          |
|                  |                         |  |                        |                                  |  |  |  |  |  |  |  |                          |
|                  | Anežka z Dampierre      |  |                        |                                  |  |  |  |  |  |  |  |                          |
|                  |                         |  |                        |                                  |  |  |  |  |  |  |  |                          |
|                  |                         |  |                        | Yolande of Châtillon             |  |  |  |  |  |  |  |                          |
|                  |                         |  |                        |                                  |  |  |  |  |  |  |  |                          |
| Marie Bourbonská |                         |  |                        |                                  |  |  |  |  |  |  |  |                          |
|                  |                         |  |                        |                                  |  |  |  |  |  |  |  |                          |
|                  |                         |  | Bouchard IV. Avesneský |                                  |  |  |  |  |  |  |  |                          |
|                  |                         |  |                        |                                  |  |  |  |  |  |  |  |                          |
|                  | Jan I. z Avesnes        |  |                        |                                  |  |  |  |  |  |  |  |                          |
|                  |                         |  |                        |                                  |  |  |  |  |  |  |  |                          |
|                  |                         |  |                        | Markéta II. Flanderská           |  |  |  |  |  |  |  |                          |
|                  |                         |  |                        |                                  |  |  |  |  |  |  |  |                          |
|                  | Jan II. Holandský       |  |                        |                                  |  |  |  |  |  |  |  |                          |
|                  |                         |  |                        |                                  |  |  |  |  |  |  |  |                          |
|                  |                         |  |                        | Florián IV. Holandský            |  |  |  |  |  |  |  |                          |
|                  |                         |  |                        |                                  |  |  |  |  |  |  |  |                          |
|                  | Adéla Holandská         |  |                        |                                  |  |  |  |  |  |  |  |                          |
|                  |                         |  |                        |                                  |  |  |  |  |  |  |  |                          |
|                  |                         |  |                        | Matylda Brabantská               |  |  |  |  |  |  |  |                          |
|                  |                         |  |                        |                                  |  |  |  |  |  |  |  |                          |
|                  | Marie z Avesnes         |  |                        |                                  |  |  |  |  |  |  |  |                          |
|                  |                         |  |                        |                                  |  |  |  |  |  |  |  |                          |
|                  |                         |  |                        | Walram III. Limburský            |  |  |  |  |  |  |  |                          |
|                  |                         |  |                        |                                  |  |  |  |  |  |  |  |                          |
|                  | Jindřich V. Lucemburský |  |                        |                                  |  |  |  |  |  |  |  |                          |
|                  |                         |  |                        |                                  |  |  |  |  |  |  |  |                          |
|                  |                         |  |                        | Ermesinda Lucemburská            |  |  |  |  |  |  |  |                          |
|                  |                         |  |                        |                                  |  |  |  |  |  |  |  |                          |
|                  | Filipa Lucemburská      |  |                        |                                  |  |  |  |  |  |  |  |                          |
|                  |                         |  |                        |                                  |  |  |  |  |  |  |  |                          |
|                  |                         |  |                        | Jindřich II. Barský              |  |  |  |  |  |  |  |                          |
|                  |                         |  |                        |                                  |  |  |  |  |  |  |  |                          |
|                  | Markéta Barská          |  |                        |                                  |  |  |  |  |  |  |  |                          |
|                  |                         |  |                        |                                  |  |  |  |  |  |  |  |                          |
|                  |                         |  |                        | Filipa z Dreux                   |  |  |  |  |  |  |  |                          |
|                  |                         |  |                        |                                  |  |  |  |  |  |  |  |                          |